# Орлова Зіновія Олексіївна
Зіновія Олексіївна Орлова (1884, тепер Ленінградська область, Російська Федерація — ?) — радянська державна діячка, вчителька російської мови середньої школи № 166 міста Ленінграда, заслужена вчителька Російської РФСР. Депутат Верховної ради СРСР 3-го скликання.

## Життєпис
Навчалася в гімназії, яку не закінчила через брак коштів.
З 1904 року — вчителька початкової школи села Губаніци Петергофського повіту Санкт-Петербурзької губернії.
Склала екстерном екзамени за весь курс гімназії, навчалася в міському початковому училищі в Санкт-Петербурзі.
З 1909 року — вчителька російської мови 2-го Рождественського початкового училища в Прудковському провулку міста Санкт-Петербурга (Петрограда). З 1920-х років — вчителька російської мови і літератури середньої школи № 166 в Прудковському провулку Смольнинського району міста Ленінграда.
Під час німецько-радянської війни і облоги Ленінграда залишалася в місті, працювала вчителькою і депутатом Ленінградської міської ради.
Подальша доля невідома. 

## Нагороди і відзнаки
- орден Леніна
- медаль «За оборону Ленінграда»
- медаль «За доблесну працю у Великій Вітчизняній війні 1941—1945 рр.» (1945)
- Заслужений вчитель школи Російської РФСР